# César Oliva
César Oliva Olivares (Murcia, 1945) es un pedagogo,  y dramaturgo español. Fundador del Teatro Universitario de Murcia (TUM), director del Centro de Documentación Teatral y primer director del Festival de Teatro Clásico de Almagro, una parte importante de su trabajo ha girado en torno a las figuras de Federico García Lorca y Valle-Inclán.

## Actividad docente
Licenciado y doctor en Filología Hispánica por la Universidad de Murcia, fue profesor adjunto de la Universidad Complutense de Madrid y catedrático de Teoría y Práctica del Teatro en la universidad murciana, donde también ocupó el cargo de Vicerrector de Extensión Universitaria entre 1994-1998.
También ha trabajado como profesor invitado en diversas universidades (Salamanca, Granada, Berkeley, Aix-en-Provence, Pau, Leeds, Middlebury, Dartmouth y Buenos Aires). En el ámbito de la Universidad de Murcia, ha sido editor de la colección "Antología teatral española" y "Cuadernos de la cátedra de teatro".
Oliva es un prolífico autor de estudios críticos, monografías y textos universitarios; habiendo publicado más de trescientos trabajos, de entre los que pueden citarse la Historia básica del arte escénico, Teatro español del siglo XX y La última escena. También ha participado en publicaciones colectivas, así como en manuales críticos junto con Alfonso Sastre y Francisco Caudet.
Fue padrino de su paisano, el actor Paco Rabal, en el acto de concesión del título de doctor honoris causa de la Universidad de Murcia, en 1995.

## Actividad teatral
Se le considera pionero del teatro independiente en España como fundador del Teatro Universitario de Murcia (TUM), con el que llegó a montar más de treinta producciones entre 1967-1975. En este campo consiguió el Premio Nacional de Teatro Universitario durante dos años consecutivos, en 1968 y 1969. En su continuidad como director de escena, ha dirigido adaptaciones de Miguel de Cervantes, Lope de Vega, Calderón de la Barca, Shakespeare, Francisco de Rojas Zorrilla, Valle-Inclán y Brecht, entre los clásicos, y de nuevos autores como Luis Riaza, Luis Matilla, José María Camps, Alfonso Sastre o Manuel Pérez-Casaux. Con Eduardo Rovner puso en escena Volvió una noche, La sombra de Federico, y Fuenteovejuna, de Lope de Vega. Asimismo, presentó en la Universidad de Puerto Rico el montaje de Juegos prohibidos de Alberto Miralles.

### Selección de obra publicada
- El teatro desde 1939 (1989)
- Historia básica del arte escénico (2003), en colaboración con F. Torres Monreal
- Teatro español del siglo XX (2002)
- El fondo del vaso (2003)
- La última escena (2004)
- Adolfo Marsillach: las máscaras de su vida (2005)
- Versos y trazas (2009)
- Historia gráfica del arte escénico (2010)

### Crítico y gestor
Tiene publicados más de trescientos artículos en diferentes revistas tales como Primer Acto, Ínsula, "Criticón", "Cuadernos de investigación teatral", "ADE teatro", "Eduga", "Assaig de teatre", entre otras publicaciones especializadas.
Ha sido director del Centro Nacional de Documentación Teatral del Ministerio de Cultura de España (1979-1980), del Festival de Teatro Clásico de Almagro (1983-85), del Teatro Romea de Murcia (1983-85), y del Festival Internacional de Teatro y Música Medieval de Elche, desde 1996.
Aparece como miembro del Consejo Asesor de la revista "Gestos" (University of California, Irvine), de la ADE (Asociación de Directores de Escena de España), y como Secretario de la Comisión de Teatro de la Sociedad Estatal de Conmemoraciones Culturales, desde 2002.
- Es padre del también actor, profesor y dramaturgo César Oliva Bernal.

## Reconocimientos
Premio al mejor Director y Escenografía, en el III Festival Internacional de Teatro de Sitges, en 1969.«Chevalier de l'Ordre des Arts et des Lettres» (1987), Premio García Lorca (Diputación de Granada, 1995), Premio Palma de Alicante y Nacional de Teatro, del Ministerio de Información y Turismo de España en 1971.
En 2017, al celebrarse los 50 años de la creación del Aula de Teatro de Murcia, lega su fondo documental a la Universidad. Coincidiendo con la efeméride le es concedido por la Federación Española de Teatro Universitario el premio de honor a toda una carrera.